# 夢幻女郎
《夢幻女郎》（英語：Dreamgirls）是一部於2006年上映的美國歌舞電影，由比爾·坎登執導。改編自1981年的同名百老匯音樂劇。
該片在第79屆奧斯卡金像獎獲得8項提名，最終獲得最佳女配角及最佳混音兩個獎項。

## 主要演員
- 傑米·福克斯 飾 Curtis Taylor
- 碧昂絲·諾利斯 飾 Deena Jones
- 艾迪·墨菲 飾 Jimmy "Thunder" Early
- 丹尼·格洛弗 飾 Marty Madison
- 珍妮佛·哈德遜 飾 Effie White
- 阿尼卡·诺尼·罗斯（英语：Anika Noni Rose） 飾 Lorrell Maya Robinson
- Keith Robinson（英语：Keith Robinson (actor)） 飾 C.C. White
- 莎朗·莉爾 飾 Michelle Morris
- Hinton Battle（英语：Hinton Battle） 飾 Wayne
- Mariah I. Wilson 飾 Magic

## 獎項

### 獲獎
- 第79屆奧斯卡金像獎：
  - 最佳女配角（珍妮佛·哈德遜）
  - 最佳混音

### 提名
- 第79屆奧斯卡金像獎：
  - 最佳男配角
  - 最佳女配角
  - 最佳艺术指导
  - 最佳混音
  - 最佳歌曲（Listen、Patience、Love You I Do）
  - 最佳服装设计

## 預算及票房

### 預算
約75,000,000美元

### 票房
- 北美首映900万美元(约7,020万港元)票房，只在800多间影院上映。
- 美国2006年第52周(12月)周末票房为1839万美元。
- 美国2007年第01周(1月)周末票房为867万美元。
- 美国2007年第02周(1月)周末票房为1026万美元。
- 美国2007年第03周(1月)周末票房为801万美元。
- 美国2007年第04周(1月)周末票房为675万美元。
- 美国2007年第05周(1月)周末票房为401万美元。
- 美国2007年第06周(2月)周末票房为300万美元。

## 外部連結
- 開眼電影網上《夢幻女郎》的資料（繁體中文）
- 豆瓣电影上《夢幻女郎》的資料 （简体中文）
- 时光网上《夢幻女郎》的資料（简体中文）
- AllMovie上《夢幻女郎》的资料（英文）
- 爛番茄上《夢幻女郎》的資料（英文）
- Box Office Mojo上《夢幻女郎》的資料（英文）
- Metacritic上《夢幻女郎》的資料（英文）
- 互联网电影数据库（IMDb）上《夢幻女郎》的资料（英文）